# Sabanilla (Alajuela)
Sabanilla è un distretto della Costa Rica facente parte del cantone di Alajuela, nella provincia di Alajuela.

## Villaggi
Sabanilla ha 12 villaggi:
- Sabanilla (Il principale)
- Fraijanes
- Poasito
- San Luis
- El Cerro
- Los Ángeles
- Lajas
- La Doka
- Bajo Santa Bárbara
- Alto del Desengaño
- Vargas (Parte)
- El Espino (Parte)

## Storia
Sabanilla è stata fondata in 1821, e la sua scuola in 1888. Visto che queste date sono molto precedenti di quelle della fondazione di Pérez Zeledón e il distretto che c'era prima dello cantone attuale, possiamo dire che lo sviluppo di Sabanilla è stato fermato per 200 anni, dato che era più sviluppato che Pérez Zeledón fino al 1925.

## Economia
Tra le attività economiche di Sabanilla, si trova la piantagione di caffè come una delle più importanti. C'è anche una delle più importanti piste di motocross del paese, Pista La Olla del Poás (Trovata in El Cerro, luogo in cui è più conosciuta come La Fergara).